# Emmanuel Emo
Pour les articles homonymes, voir Emo (homonymie).
Emmanuel Emo est un auteur-compositeur-interprète et producteur français, originaire du Havre.

## Biographie
Jusqu’en 2008, Emmanuel Emo est chanteur et guitariste de plusieurs groupes de rock du Havre, dont les membres sont de jeunes musiciens (M.BU, Riplei…).
En 2008, il s’installe à Paris et fonde un nouveau groupe sous le nom de Manuchka. Il sort consécutivement trois EPs : « Mauvais Vin », « Cure de Prunes »  et « La Pluie dans l’Espace ». Le groupe se sépare en 2014.
En 2010, Emmanuel Emo devient réalisateur musical, notamment pour le Label Fontana chez Mercury / Universal et pour Sony Music Publishing.
En 2013, il accompagne la chanteuse Riff Cohen durant sa tournée internationale en tant que guitariste et choriste.
En 2017 il signe chez Sony Music Publishinget sort consécutivement 2 singles inspirés par le mouvement Future Bass, « Aube » et « États-Unis ». Le premier est repéré par Les Inrocks, même si la présence de textes en français, dans un style de musique d'ordinaire essentiellement instrumental, étonne certains journalistes .
À partir de 2018, tout en poursuivant son travail de réalisation musicale, il se consacre plus sérieusement à son projet solo. Il mélange des rythmes trap à des structures et des mélodies issues du rock. Sur la majorité des morceaux, la voix est autotunée. « L’autotune est autant subversif pour les générations précédentes que la guitare électrique à son époque, c’est pourquoi je l’utilise » dit-il dans une interview.
En 2020, il fonde son microlabel PROLIFIX, distribué par Believe.
Au début de l'année 2021, sort un EP expérimental intitulé « Absence ». En mai de la même année, il réalise une reprise de Jean-Luc Le Ténia, « Seul de Nouveau » sur la compilation « TENIAMANIA 2 » chez La Souterraine.
Le 1er octobre 2021, il sort avec la Souterraine une mixtape « Sessions Live » qui compile ses reprises sur YouTube. La cover du générique « Pokemon » étonne quelques critiques et devient son morceau le plus écouté sur les plateformes de streaming.
Le 22 octobre 2021, sort « BILE NOIRE », le premier album d'Emmanuel Emo, dont il avait mis en ligne les morceaux « km/h » et « Tens » quelques mois plus tôt. Cet album reçoit des critiques positives. Il est notamment diffusé sur France Inter. Emmanuel Emo est invité sur C8 dans l'émission "L'Essentiel chez Labro" où il fait la rencontre d’Amélie Nothomb, dont le premier roman « Hygiène de l’assassin », lui avait inspiré le morceau « Ophélie » (composé à l’époque du lycée). Il interprète ce morceau en live sur le plateau de l’émission.
Dans le cadre de la promotion de cet album, il tourne deux clips au Havre avec le réalisateur Nicolas Garrier-Giraudeau pour ses chansons « km/h » et « Askip », qui sont remarqués par la presse normande.
Le 15 mai 2024, Emmanuel Emo sort le morceau " Nakba " avec un texte inspiré de la poésie de Mahmoud Darwich, faisant référence à l'exode palestinien de 1948, sur un rythme de Mahraganat égyptien accompagné de Darbouka. Pour la pochette du single, Emmanuel a mis en scène un tableau de son ami l'artiste havrais Mascarade.
Emmanuel Emo réalise l'album de Kohhen el Kef (Oracles du Kef en arabe), nouveau projet du chanteur et compositeur tunisien Abderraouf Ouertani. Dans cet opus sorti le 5 juin 2024, les deux amis associent textes et sonorités arabes avec des influences Post-rock et Trip-hop de groupes comme Massive Attack, Radiohead ou encore Boards of Canada.
Le 25 octobre 2024, Emmanuel Emo sort son nouvel album "Tue l'Amour ". "Coeur acide" en est le premier clip et single. Le texte du morceau, comme ceux d'autres chansons de l'album, traite de la manipulation et de la violence dans les relations humaines. Dans la foulée il sort l'EP « Sirop », composé de trois morceaux. « Juste à deux pas », déjà présent dans une autre version sur un EP de son précédent groupe Manuchka, ainsi que de deux reprises : « Et si, de » de Safia Nolin et « Je te laisserai des mots » de Patrick Watson.

## Autres sources
- C8 / My Canal "L’Essentiel chez Labro" le 9 janvier 2022 ,
- France Inter le 2 février 2021 ,
- France Bleu en 2021 ,
- RTBF / La Première "Sacré Français!" le 15 aout 2021 ,
- RAJE ,
- La Bouclette TV ,
- Paris Normandie ,
- Paris Normandie ,
- Paris Normandie ,
- Longueur D’ondes ,
- La Vague Parallèle ,
- La face B ,
- Sonothèque Normandie ,
- Le FAR - Musiques Actuelles de Normandie’’ ,